# 소지 마립간
소지마립간(炤知麻立干, ? ~ 500년 음력 11월, 재위; 479년 음력 2월 ~ 500년 음력 11월)은 신라의 제21대 왕이다. 조지(照知) 마립간 또는 비처(毗處) 마립간이라고도 한다. "소지"나 "비처"가 다 "비치"로 읽은 것이지만, 비처는 원래 쓴 이두자이고, 소지는 불경(佛經)에 맞추어 고쳐 만든 이두자이다. 자비 마립간과 서불한 미사흔의 딸 김씨의 장자이며, 왕비 선혜부인은 이벌찬 내숙의 딸이다.

## 생애
2년(480년) 11월에 말갈이 북쪽을 침범하였다. 이후 신라는 전쟁준비에 들어가 3년(481년) 2월에는 왕이 친히 비열성에 행차해 군사를 정비하기도 했다. 3월에 고구려와 말갈이 함께 북쪽 변경을 침입, 호명성 및 일곱 성을 빼앗고 미질부로 진군했다. 신라는 백제와 가야에 원군을 요청, 고구려와 말갈을 막아내, 퇴각하는 것을 이하 서쪽에서 쳐부수고 1천여를 베었다. 4년(482년) 5월에는 왜인들이 변경을 침범했다.
6년(484년) 7월 고구려가 다시 북쪽을 침공, 백제군과 함께 모산성 아래에서 크게 쳐부쉈다.
7년(485년) 2월에는 구벌성을 쌓아 군사를 정비하고, 8년(486년) 정월 이찬 실죽을 장군으로 임명하고 일선 지역의 장정 3천을 징발해 삼년산성과 굴산산성을 고쳐 쌓았다. 4월 왜인들이 변경을 침범했고, 침입을 막아낸 8월 낭산 남쪽에서 군대를 사열했다.
9년(487년) 소지마립간은 신궁(神宮)의 건설을 시작하였다(~497년 2월). 신궁이 설치된 나을(蘿乙)은 시조 혁거세왕이 처음 태어난 곳이라 한다. 3월에는 곳곳 관부에 명해 도로를 수리하게 하고 음력 7월에 월성을 보수했다. 그러나 이 해 10월 또 다시 우레가 있었다.
10년(488년) 정월, 마립간은 월성으로 거처를 옮겼다. 2월 일선군에 행차해 빈민을 구제하고 3월에 돌아오면서 지나는 주군의 죄수들을 2대 사형죄를 제하고는 용서했다. 11년(489년) 정월에는 하는 일 없는 백성들을 몰아다 농사를 짓게 하였는데, 신라본기에 기록된 최초의 실업자 대책이었다.
11년(489년) 9월 고구려가 북쪽을 다시 침범해 10월 호산성을 함락시켰다. 12년(490년) 음력 2월 비라성을 재건, 국방을 손보고 음력 3월에 수도에 시장을 개설, 사방의 물자를 유통시켰는데 이는 역시 신라본기에 기록된 최초의 경제진흥책이다.
15년(493년) 3월 백제의 동성왕(東城王)이 사신을 보내 혼인을 요청하여, 이벌찬 비지의 딸을 보내 결혼동맹을 맺었다. 7월에는 해안에 임해진과 장령진을 설치, 왜로부터의 방비를 강화했다.
17년(495년) 8월에는 고구려가 백제의 치양성을 공격해 원군을 청해오자, 신라가 군사를 보내 고구려군을 무찔렀다. 18년(496년) 음력 7월 고구려군이 다시 신라의 우산성을 쳤는데, 장군 실죽이 나가 맞아 싸웠다.
19년(497년) 4월에는 왜가, 8월에는 고구려가 침공하였다. 고구려군은 결국 우산성을 점령했다.
22년(500년) 날이군에 행차했다가 벽화부인을 아내로 얻었고, 이 해 11월 죽었다.

## 가계
- 부왕 : 자비 마립간(慈悲 麻立干)
- 모후 : 서불한(舒弗邯) 미사흔(未斯欣)의 딸
  - 왕후 : 선혜부인(善兮夫人) - 이벌찬(伊伐飡) 내숙(乃宿)의 딸
  - 후비 : 벽화부인(碧花夫人) - 박파로(波路)의 딸
    - 장남: 이사부

## 병신갑 전설
《삼국유사》에는 한국의 정월 대보름 풍속에 관련, 비처왕(소지왕)이 등장하는 다음과 같은 설화가 수록되어 있다.
비처왕 즉위 10년 무진(488년), 왕이 천천정(天泉井)에 거동하였는데, 까마귀와 쥐가 와서 울더니 쥐가 "이 까마귀가 가는 곳을 찾아가 보시오."라고 했다. 왕은 기사(騎士)를 시켜 까마귀를 따라가게 했는데, 기사는 남쪽의 피촌(避村)에서 돼지 두 마리가 싸우는 것을 구경하다가 그만 까마귀를 놓치고 말았다. 어쩔 줄을 몰라 그 주변만 맴돌고 있을 때, 옆에 있던 연못에서 한 노인이 나타나 기사에게 글을 주었다. 그 겉에는 「열어보면 두 사람이 죽고 열어보지 않으면 한 사람이 죽을 것」이라고 쓰여 있었다. 기사가 돌아와 이것을 바치자, 왕은 "두 사람이 죽는 것보다는 그냥 열어보지 않고 한 사람만 죽는 것이 낫겠다"며 글을 읽지 않으려 했는데, 일관(日官)이 "두 사람은 서민을 가리키는 것이고 한 사람은 왕을 가리키는 것입니다."라고 진언하였다. 왕이 마침내 그것을 열어 보니, 안에 「사금갑(射琴匣, 거문고 갑을 쏘아라)」고 적혀 있었다. 왕이 궁에 들어가 거문고 갑을 쏘자, 거문고 갑 안에서 숨어있던 중과 궁주(宮主) 가 튀어나왔다. 두 사람은 왕 모르게 거문고 갑 안에 숨어서 간통하고 있었던 것이다. 왕은 그들을 사형에 처했고, 이후 신라에서는 해마다 정월 상해일(上亥日) · 상자일(上子日) · 상오일(上午日)에는 모든 일을 조심하고 감히 움직이지 않으며 특히 15일을 오기일(烏忌日)이라 하여 찰밥(약밥)을 지어 제사를 지냈다. 이것을 신라에서는 「모든 일을 특별히 조심하고 꺼린다」는 뜻의 달도(怛忉)라 불렀으며, 오늘날 한국의 정월 대보름 절식(節食)의 하나로서 약밥을 먹는 풍속의 유래가 되었다. 또한 노인이 나타나 편지를 전해주었다는 연못을 서출지(書出池)라고 부르게 되었다.
이 설화는 신라의 전통적인 토속 신앙과 불교(佛敎) 사이의 갈등, 불교의 수용을 둘러싼 신라 왕실과 귀족 집단의 대립의 표현, 내지는 김씨 왕족의 소지왕에 반대하는 왕실 내부 세력에 대한 제거를 반영하고 있다는 해석이 있다. 한편 소지왕 9년(487년)에 새로 지었던 신궁(神宮) 설치와 관련된 갈등을 알려주는 설화라는 지적이 제기되었다. 소지왕이 거동하였던 천천정에 대해서 나희라는 「천천(天泉)」이란 신궁이 지어진 곳, 즉 시조 혁거세왕이 하늘에서 내려와 태어났다는 나정(蘿井)과 관련이 있는 건물이며, 시조의 탄생이 하늘과 관련이 있음을 강조하는 의미를 담은 이름으로서 나정이 「천천」이라는 이름으로 불렸고, 소지왕은 신궁을 설치하고 난 뒤 이곳으로 제사를 드리기 위해 거동하였으며 제사에서 받은 신탁으로 궁내의 중요한 문제를 처리하였다고 주장하였다. 채미하에 따르면 신라에 신궁이 지어지기 전에는 시조 혁거세왕을 모시는 「시조묘(始祖廟)」가 존재했고 이것은 박씨 이후 석씨와 김씨가 함께 교대로 왕위를 계승하게 된 시대에도 박씨 왕족의 「족조(族祖)」로서뿐 아니라 「사로국(신라)」이라는 국가 전체의 「건국조」, 하늘로부터 내려온 신의 아들이자 「천신(天神)」으로서 신라 전체의 숭모를 받았고, 사로국이 주변 소국을 통합한 왕국으로 성장하면서 기존 소국들의 제천이 사로국의 제천으로 통합된 뒤에는 기존 시조묘 제사의 대상이던 혁거세왕의 격이 사로국뿐 아니라 신라 연맹체 전체의 국조로서 높아지게 되었다. 이러한 시조묘 제사는 당시 정치세력 집단의 제사체계를 초월해 신라 전체의 소속 구성원의 일체감과 단결의 구심점이었으며, 새로이 즉위한 왕들은 시조묘 제사를 통해 자신의 정통성을 입증하고 그의 통치가 정당한 것임을 안팎에 공포하기도 했다.
그러나 세 성씨가 교대로 왕위를 계승하던 시대가 끝나고 내물왕(내물 마립간) 이후 김씨가 왕위를 독점하게 되면서, 내물왕에서 소지왕에 이르기까지 부계 장자 계승이 실현되고, 이들 왕비 역시 김씨 출신에서 나오는가 하면 부왕(副王)이라고 할 수 있는 갈문왕의 지위 역시 왕의 형제나 가까운 부계 친족이 부자 세습을 하는 등 김씨 왕실의 정치 권력이 강화된다. 정국을 주도하게 된 김씨 왕실은 국조 혁거세왕에 대한 제사도 독점하고자 했고, 시조묘와 구별되는 새로운 제사 체계를 구상하는 와중에 소지왕에 의해 신궁이 세워지게 되었다. 기존의 혁거세왕의 능 또는 능 인근에 세워졌다고 추정되는 시조묘와는 달리 혁거세왕이 처음으로 태어난 곳, 탄강(誕降)한 곳에 세워졌는데, 시조묘 제사가 왕실뿐 아니라 여러 세력 집단의 장들이 다함께 국조이자 천신인 혁거세왕에 대해 올리는 제사였다면 신궁은 김씨 왕실만이 올리는 제사였고, 이에 반대하는 세력들이 신궁 설치를 놓고 소지왕과 대립하였으며 이러한 양상이 사금갑 설화에 반영되어 나타났다는 것이다.

## 같이 보기
- 고구려
  - 장수왕 (412년 - 491년)
  - 문자명왕 (492년 - 519년)
- 백제
  - 삼근왕 (477년 - 479년)
  - 동성왕 (479년 - 501년)